# Поплава у Задру (2017)
Дана 11. септембра 2017. године, хрватски град Задар и околно подручје (које такође припада Задарској жупанији) били су погођени мезоскалним конвективним системом који је произвео екстремне падавине, које су потом проузроковале бујичну поплаву. Око 300 милиметара кише (троструко више од месечног просека за септембар) забележено је током 24 сата, 10. и 11. септембра. Скоро 190 милиметара пало је у року од два сата ујутру 11. септембра. Ван Задра, поплаве су се догодиле у Салију и Сукошану. Град Нин је био најтеже погођен, јер је талас поплавне воде преплавио његов насип, и тамо је проглашено ванредно стање. Није било смртних случајева. Поплава је проузроковала штету која је процењена на 322 милиона хрватских куна (43 милиона евра). Бројне куће, станови и установе су оштећене, укључујући задарско гробље, болнице, путеве и тржни центар. Бујица је оштетила конструкцију стамбеног комплекса у изградњи. Неупотребљиви су постали путеви Задар–Ражанац и Пољица–Бриг–Нин. Задарско постројење за пречишћавање воде је претрпело штету у износу од 10 милиона куна, док су трошкови поправке путева процењени на преко 4 милиона куна.
Падавине и поплаве су узроковане тереном који окружује град. Задар, приморски град, лежи у равничарској регији Равних Котара. Међутим, планински ланац Велебит протеже се дуж обале иза Равних Котара и узроковао је да олује које долазе са Тиренског мора на западу подигну орографски ток и континуирано производе кишу док прелазе преко Задра. Мезоскални конвективни систем одговоран за поплаву простирао се на преко 400 километара у правцу исток-запад, и достигнута је температура од -65°C на врховима облака. Преко 25.000 удара грома забележено је у близини Задра. 285 милиметара кише је пало у самом Задру, док је 325 милиметара забележено у оближњем Земунику. Иако је количина падавина била изузетно велика, није оборен дневни рекорд Земуника од 352,2 милиметра који је забележен током поплаве 11. септембра 1986. године.
Дана 11. септембра 2017. године, Задар је проглашен градом са највећом количином падавина од свих метеоролошких станица на свету за тај датум, надмашивши укупне количине падавина које је изазвао ураган Ирма на Флориди, док је Госпић био на 8. месту. Међутим, подаци су касније исправљени како би укључили већу количину падавина за острво Алабат, на Филипинима, због тропске олује Маринг.